# Cosmelia
Cosmelia, monotipski biljni rod iz porodice vrjesovki smješten u tribus Cosmelieae, dio potporodice Epacridoideae. Jedina vrsta je C. rubra, vitak uspravni grm koji naraste do 2,5 metara visine, a ograničen je na jugozapadnu Australiju

## Sinonimi
- Cosmelia angustifolia DC.
- Epacris rubra (R.Br.) Spreng.

- C. rubra